# Greatest Hits (A-Teens)
Greatest Hits är ett samlingsalbum från 2004 av den svenska popgruppen A-Teens. Albumet släpptes den 5 maj 2004  och inkluderar en tidigare osläppt cover på Nick Kamens I Promised Myself, som också släpptes som singel .

## Låtlista
1. Mamma Mia
2. Upside Down
3. Gimme! Gimme! Gimme! (A Man After Midnight)
4. Floorfiller
5. Dancing Queen
6. A Perfect Match
7. …To the Music
8. Halfway Around the World
9. Sugar Rush
10. Super Trouper
11. Heartbreak Lullaby
12. Can't Help Falling in Love
13. Let Your Heart Do All the Talking
14. The Final Cut
15. With or Without You
16. I Promised Myself

## Listplaceringar
| Lista (2004)                         | Topplacering |
| ------------------------------------ | ------------ |
| Argentina                            | 9            |
| Mexiko                               | 11           |
| Mexiko (Internationella albumlistan) | 3            |
| Sverige (Sverigetopplistan)          | 16           |